# Forgot About Dre
Forgot About Dre – singel amerykańskiego rapera Dr. Dre z gościnnym udziałem rapera Eminema. Utwór został umieszczony na albumie 2001. Tekst nawiązuje do krytyki powrotu Dr. Dre na scenę muzyczną. Ponadto wspomina o wkładzie włożonym przez Andre w rozwój rapu przejawiającym się w odkryciu czołowych gwiazd, takich jak Snoop Dogg.
„Forgot About Dre” był najczęściej pobieraną piosenką artysty na iTunes. Teledysk zdobył nagrodę MTV Video Music Awards w kategorii najlepsza piosenka rap w 2000, natomiast singel został nagrodzony w kategorii Best Rap Performance by a Duo or Group podczas rozdania nagród Grammy w 2001.